# Oedipodrilus macbaini
Oedipodrilus macbaini är en ringmaskart som först beskrevs av Holt 1955.  Oedipodrilus macbaini ingår i släktet Oedipodrilus och familjen Cambarincolidae. Inga underarter finns listade i Catalogue of Life.